# Chelwood Gate
Chelwood Gate – osada w Anglii, w hrabstwie East Sussex. Leży 19,5 km od miasta Lewes i 52,4 km od Londynu. W 2015 miejscowość liczyła 594 mieszkańców.